# Dombeya bathiei
Dombeya bathiei är en malvaväxtart som beskrevs av Bénédict Pierre Georges Hochreutiner. Dombeya bathiei ingår i släktet Dombeya och familjen malvaväxter. Inga underarter finns listade i Catalogue of Life.